# Trattato di Parigi (1259)
Il trattato di Parigi del 1259 detto anche trattato d'Abbeville fu stipulato tra la Francia e l'Inghilterra. Fu una riappacificazione che mise fine ad un conflitto tra le due case regnanti, i Capetingi ed i Plantageneti che durava da oltre cento anni.

## Storia
Il trattato fu firmato il 28 maggio 1258 dal re d'Inghilterra, Enrico III Plantageneto, e dal re di Francia, il capetingio Luigi IX il Santo, e ratificato il 4 dicembre 1259, giorno in cui Enrico III rese omaggio a Luigi IX.
Quel giorno Luigi IX restituì ad Enrico III la sovranità sul Limosino, il Périgord, la Guyenna, il Quercy, l'Agenais e la Saintonge a sud della Charente. Il re d'Inghilterra, in cambio, si impegnò, per questi feudi, a offrire al re di Francia l'omaggio feudale dovuto al proprio sovrano.
Il re di Francia invece conservò la sovranità sulla Normandia e i paesi della Loira (Turenna, Angiò, Poitou e Maine). Queste ricche province erano state confiscate da suo nonno, Filippo II Augusto al padre di Enrico III, Giovanni Senza Terra.
Il trattato, che prevedeva concessioni reciproche, faceva seguito alle battaglie di Saintes e di Taillebourg (comune francese della Charente Marittima nella regione del Poitou-Charentes), del 1242, in cui le truppe francesi avevano avuto la meglio.
Il trattato di Parigi mise fine ad una guerra tra Francia e Inghilterra che, a volte, viene chiamata "prima guerra dei cent'anni". Il conflitto era iniziato nel secolo precedente, dopo il matrimonio di Eleonora d'Aquitania ed il futuro re d'Inghilterra, Enrico II Plantageneto.